# Delopleurus janssensi
Delopleurus janssensi är en skalbaggsart som beskrevs av Frey 1963. Delopleurus janssensi ingår i släktet Delopleurus och familjen bladhorningar. Inga underarter finns listade i Catalogue of Life.